# Chionaema saalmuelleri
Chionaema saalmuelleri là một loài bướm đêm thuộc phân họ Arctiinae, họ Erebidae.